# The Common Man (album)
Albums de Delinquent Habits
Dos Mundos Dos Lenguas
(2007)
The Common Man est le septième album studio des Delinquent Habits, sorti le 9 octobre 2009.

## Liste des titres
| No  | Titre                     | Contient un (des) sample(s) de                     | Durée |
| --- | ------------------------- | -------------------------------------------------- | ----- |
| 1.  | The Common Man            |                                                    | 4:31  |
| 2.  | My Life                   |                                                    | 3:42  |
| 3.  | How We Do                 |                                                    | 3:16  |
| 4.  | In L.A.                   |                                                    | 2:59  |
| 5.  | Party That Way            |                                                    | 4:08  |
| 6.  | I Like It                 |                                                    | 3:26  |
| 7.  | As Long as We're Together | Rain de José Feliciano                             | 4:19  |
| 8.  | What's It All About       |                                                    | 4:55  |
| 9.  | So.Cal                    |                                                    | 3:29  |
| 10. | Fiesta                    | Es Decir Que Eres Linda (Que Linda) d'Oscar D'León | 3:50  |
| 11. | Despreciado               |                                                    | 4:33  |